# Cầu Bình Than
Cầu Bình Than (Dự án đầu tư xây dựng cầu đường bộ vượt sông Đuống nối QL17 (tỉnh lộ 282) với QL18) là một cây cầu đường bộ bắc qua sông Đuống nối xã Vạn Ninh, huyện Gia Bình với xã Đức Long, thị xã Quế Võ thuộc tỉnh Bắc Ninh. Tổng mức đầu tư của dự án là hơn 1.635 tỷ đồng với thời gian thực hiện dự án từ năm 2012-2016. Chiều dài cầu chính 1.659,7m; cầu nhánh dài hơn 370 m, chiều rộng cầu 16m, đường dẫn cầu rộng từ 8 - 11m.

## Lịch sử
- Ngày 26 tháng 7 năm 2013, Dự án đầu tư xây dựng cầu đường bộ vượt sông Đuống nối QL17 (tỉnh lộ 282) với QL18 được khởi công xây dựng.[1]
- Ngày 20 tháng 8 năm 2015, UBND tỉnh Bắc Ninh có quyết định đặt tên công trình cầu đường bộ vượt sông Đuống là cầu Bình Than.[2]
- Ngày 13 tháng 9 năm 2015, cầu Bình Than được hợp long. Tới dự buổi lễ có đồng chí Tô Huy Rứa, Ủy viên Bộ Chính trị, Bí thư Trung ương Đảng, Trưởng ban Tổ chức Trung ương.[3]
- Ngày 10 tháng 1 năm 2016, cầu Bình Than chính thức được khánh thành và thông xe.[4]